# Macroagathis levis
Macroagathis levis är en stekelart som beskrevs av Gyöö Viktor Szépligeti 1908. Macroagathis levis ingår i släktet Macroagathis och familjen bracksteklar. Inga underarter finns listade i Catalogue of Life.